# Queen Victoria Street
Queen Victoria Street – ulica w centralnym Londynie (Anglia) w City of London, łącząca New Bridge Street z Mansion House Street. Została nazwana na cześć królowej Wiktorii panującej w latach 1837-1901. 
Ulica została otwarta w 1861 roku, a jej budowa pochłonęła milion funtów. Stanowi wizytówkę City of London.
Najbliższymi stacjami metra są Blackfriars, Mansion House i Bank.

## Znaczące miejsca
- St. Andrew-by-the-Wardrobe - kościół anglikański,
- Monetary Authority of Singapore - władze monetarne Singapuru,
- siedziba główna Armii Zbawienia,
- City of London School
- The Bank of New York Mellon
- College of Arms
- Millennium Bridge